# Alberto Demiddi

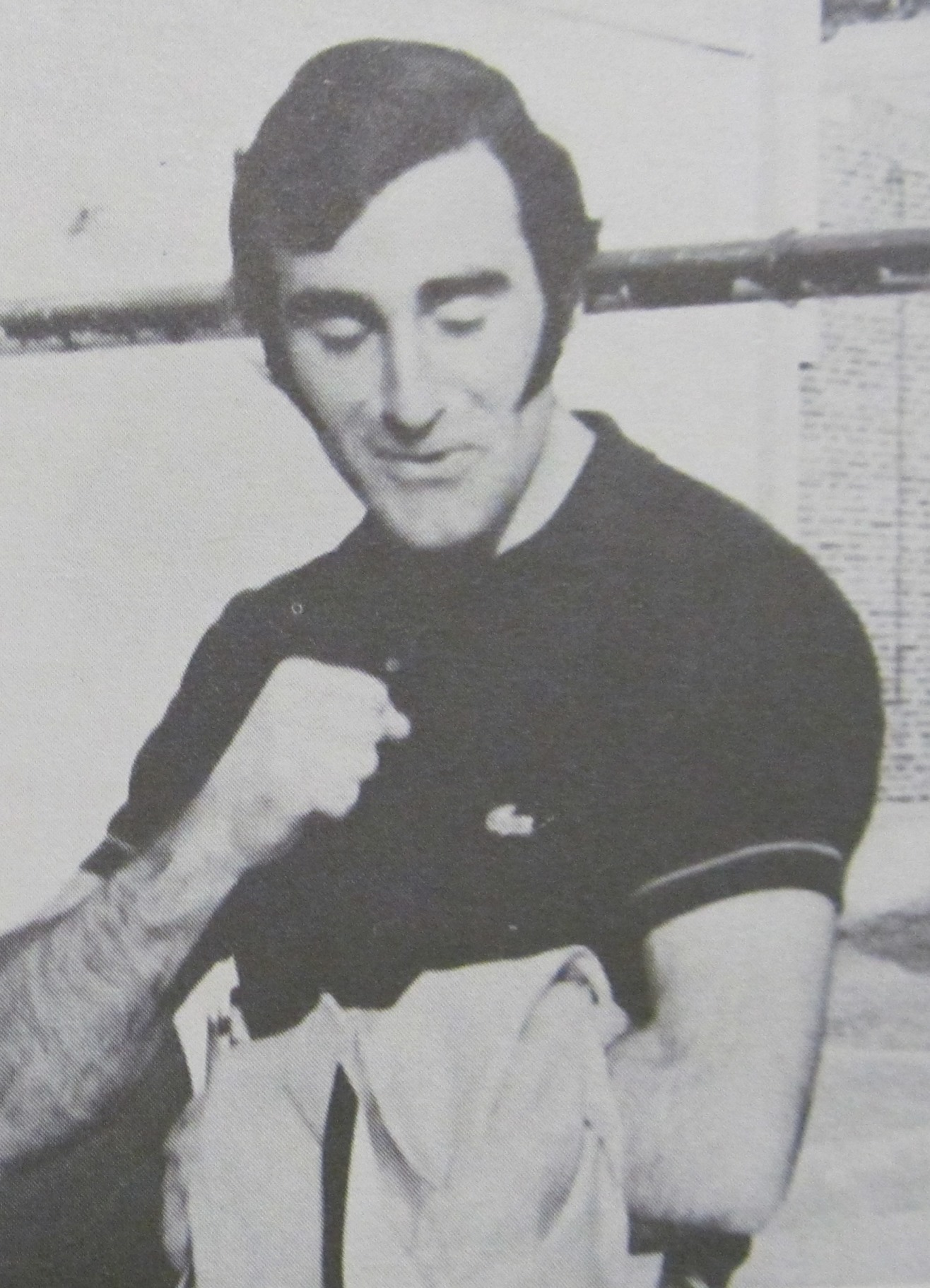
Alberto Demiddi (1971)

Alberto Demiddi (* 11. April 1944 in Buenos Aires; † 25. Oktober 2000 in San Fernando) war ein argentinischer Ruderer. Mit zwei olympischen Medaillen und dem Weltmeistertitel 1970 gehört er zu den erfolgreichsten Ruderern Südamerikas.

## Karriere
Demiddi errang von 1962 bis 1973 zwölf argentinische Meistertitel im Einerrudern. 1964, 1965, 1968 und 1970 wurde er Südamerikameister. 1964 belegte er den zweiten Platz bei der Henley Royal Regatta, ein Erfolg, den er 1966 wiederholen konnte.
Bei den Olympischen Spielen 1964 in Tokio verlor er im Vorlauf gegen den US-Amerikaner Donald Spero, lag aber vor dem Doppelolympiasieger Wjatscheslaw Iwanow. Durch den Sieg im zweiten Hoffnungslauf qualifizierte sich Demiddi für das Finale, das bei starkem Wind ausgetragen wurde. Iwanow gewann seinen dritten Titel in Folge vor dem Ostberliner Achim Hill und dem Schweizer Gottfried Kottmann, knapp zwei Sekunden hinter Kottmann belegte Demiddi den vierten Platz.
Nachdem Demiddi 1967 den Einerwettbewerb bei den Panamerikanischen Spielen gewonnen hatte, fuhr er als Mitfavorit zu den Olympischen Spielen 1968 nach Mexiko. Im Vorlauf wurde Demiddi Zweiter hinter dem Deutschen Jochen Meißner, im Halbfinale unterlag Demiddi dem Holländer Jan Wienese, qualifizierte sich aber als Zweiter deutlich für das Finale. Das Finale gewann Wienese vor Meißner und Demiddi.
Es folgten Demiddis erfolgreichste Jahre, er wurde, als Gaststarter, Europameister 1969, gewann den Weltmeistertitel 1970, und 1971 siegte er bei der Europameisterschaft, der Henley Regatta und bei den Panamerikanischen Spielen. Daraufhin wurde Demiddi als Argentiniens Sportler des Jahres 1969 und 1971 ausgezeichnet. Bei den Olympischen Spielen 1972 auf der Regattastrecke Oberschleißheim bei München war Demiddi klarer Favorit und gewann sowohl seinen Vorlauf als auch sein Halbfinale deutlich, allerdings war an beiden Tagen der Russe Juri Malyschew in seinen Rennen schneller als Demiddi. Im Finale lieferten sich die beiden einen harten Zweikampf, im Ziel hatte Malischew einen knappen Vorsprung vor Demiddi.
Alberto Demiddi hat in seiner Karriere alles gewonnen außer das olympische Finale, wo er sich mit einem vierten, einem dritten und einem zweiten Platz bescheiden musste. 1974 beendete Demiddi seine Laufbahn als aktiver Ruderer.

## Erfolge im Überblick
- 1962: Argentinischer Meister
- 1963: Argentinischer Meister
- 1964: Argentinischer Meister, Südamerikameister, Zweiter in Henley, Olympiavierter in Tokio
- 1965: Argentinischer Meister, Südamerikameister
- 1966: Argentinischer Meister, Zweiter in Henley
- 1967: Argentinischer Meister, Sieger bei den Panamerikanischen Spielen in Winnipeg
- 1968: Argentinischer Meister, Südamerikameister, Olympiadritter in Xochimilco bei Mexiko-Stadt
- 1969: Argentinischer Meister, Europameister in Klagenfurt
- 1970: Argentinischer Meister, Südamerikameister, Weltmeister in St. Catharines
- 1971: Argentinischer Meister, Sieger in Henley, Europameister in Kopenhagen, Sieger bei den Panamerikanischen Spielen in Cali
- 1972: Argentinischer Meister, Olympiazweiter in Oberschleißheim bei München
- 1973: Argentinischer Meister